# Fête de dévoilement du sexe

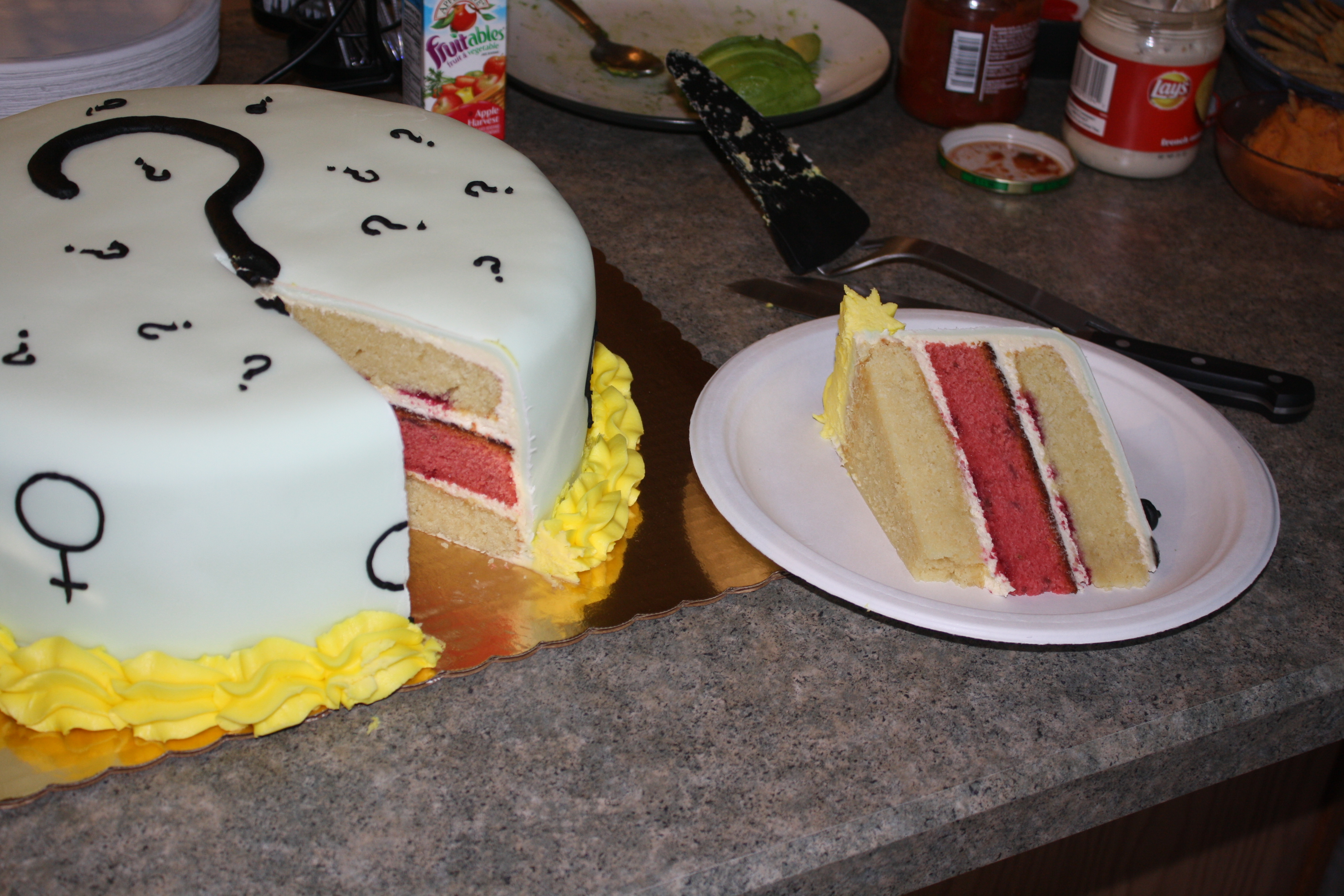
Un gâteau préparé pour une fête de la révélation.

Une fête de dévoilement du sexe ou fête de révélation du sexe (en anglais : gender reveal party ou sex reveal party) est une fête organisée par les parents d'un enfant à naître au cours de laquelle le sexe de ce dernier est révélé à certains des participants,. La découpe d'un gâteau dont l'intérieur est rendu bleu ou rose par des colorants est une méthode souvent employée mais il existe des dispositifs plus spectaculaires pouvant comprendre l'usage d'explosifs colorés. Ces fêtes sont particulièrement populaires aux États-Unis à compter de la fin des années 2000 bien que critiquées pour reproduire la binarité des stéréotypes de genre,.
Certains de ces évènements peuvent causer des accidents mortels,.